# Église Sainte-Mathie de Sens
L'église Sainte-Mathie, jusqu'au XIXe siècle église Saint-Didier, est une église située boulevard Maupeou à Sens, dans le département de l'Yonne.

## Histoire

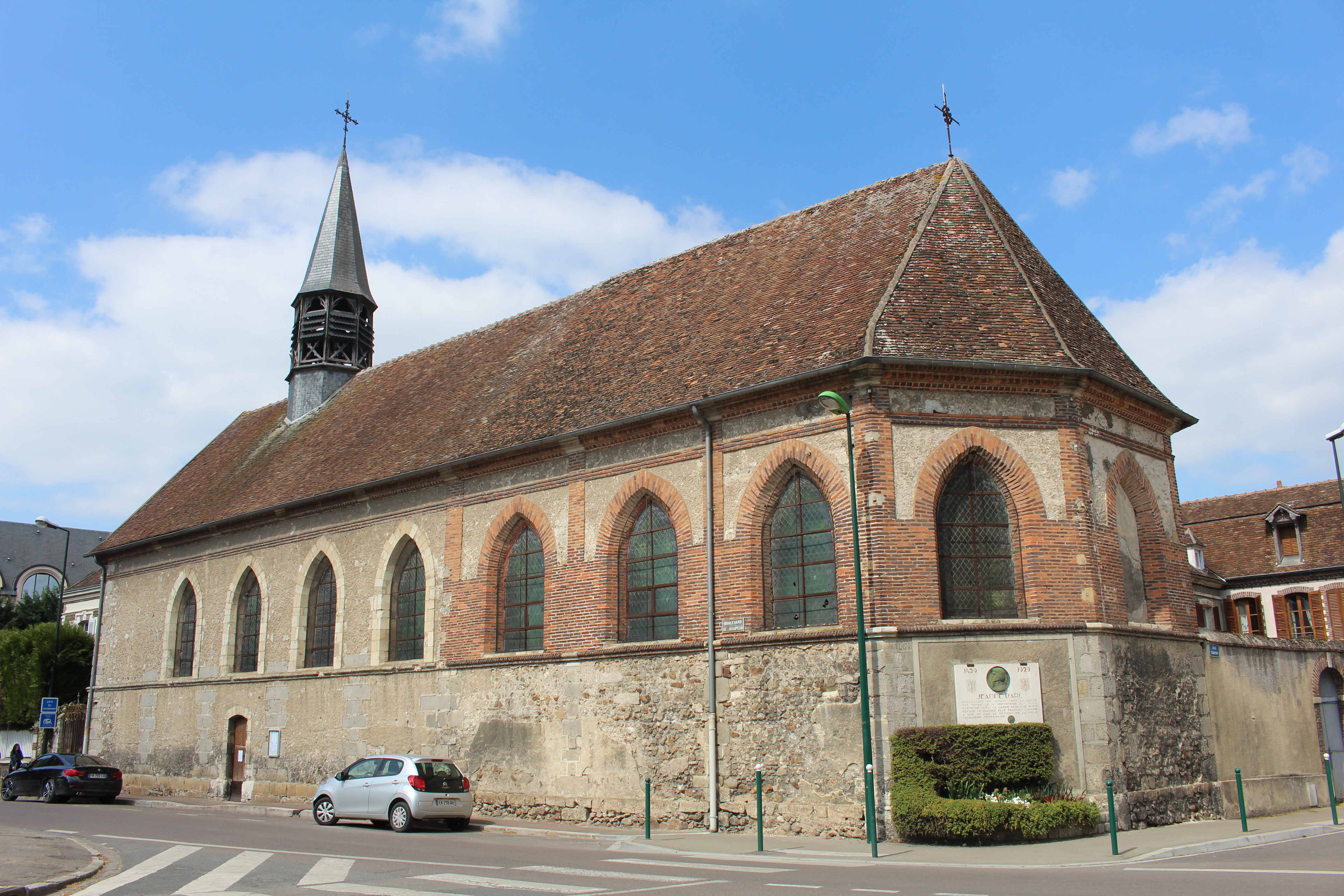
Vue de côté

Le culte de saint Didier bat son plein au IXe siècle, qui est le siècle de la construction de la première église Saint-Didier. Non protégée par les murs de la ville puisqu'elle est juste en dehors des remparts, elle a été brûlée en 1015, reconstruite, abandonnée et démantelée pendant la guerre de Cent Ans, restaurée vers la fin du XVe siècle, et rasée en 1567 par les paroissiens pour dégager les alentours immédiats de la ville et limiter la possibilité d'approches cachées de la part des huguenots. 

Au XVIIe siècle, les curés Jacques de la Fresnoye, puis Jacques et Jean Chaumoret, en commencent la reconstruction. Le 30 avril 1683, Charles de Boiteuls préchantre de la cathédrale pose la première pierre du chœur. La reconstruction de la nef est à la charge des paroissiens, et sa première pierre n'est posée que le 1er mars 1735. En 1776, la charpente et la toiture sont terminées. Le curé d'alors est François Claude Bureau.
À la Révolution, François Claude Bureau est déporté par le tribunal révolutionnaire, mais son bateau est capturé par les Anglais et il se retrouve en Angleterre au lieu de Cayenne. L'église Saint–Didier est sauvée par la Société populaire qui s'en sert comme lieu de rendez-vous ; le mobilier intérieur disparaît, mais l'église demeure – avec son clocher toujours surmonté de sa croix - ce qui offense fort l'épicier promu proconsul, Maure.

## Changement de dédicace

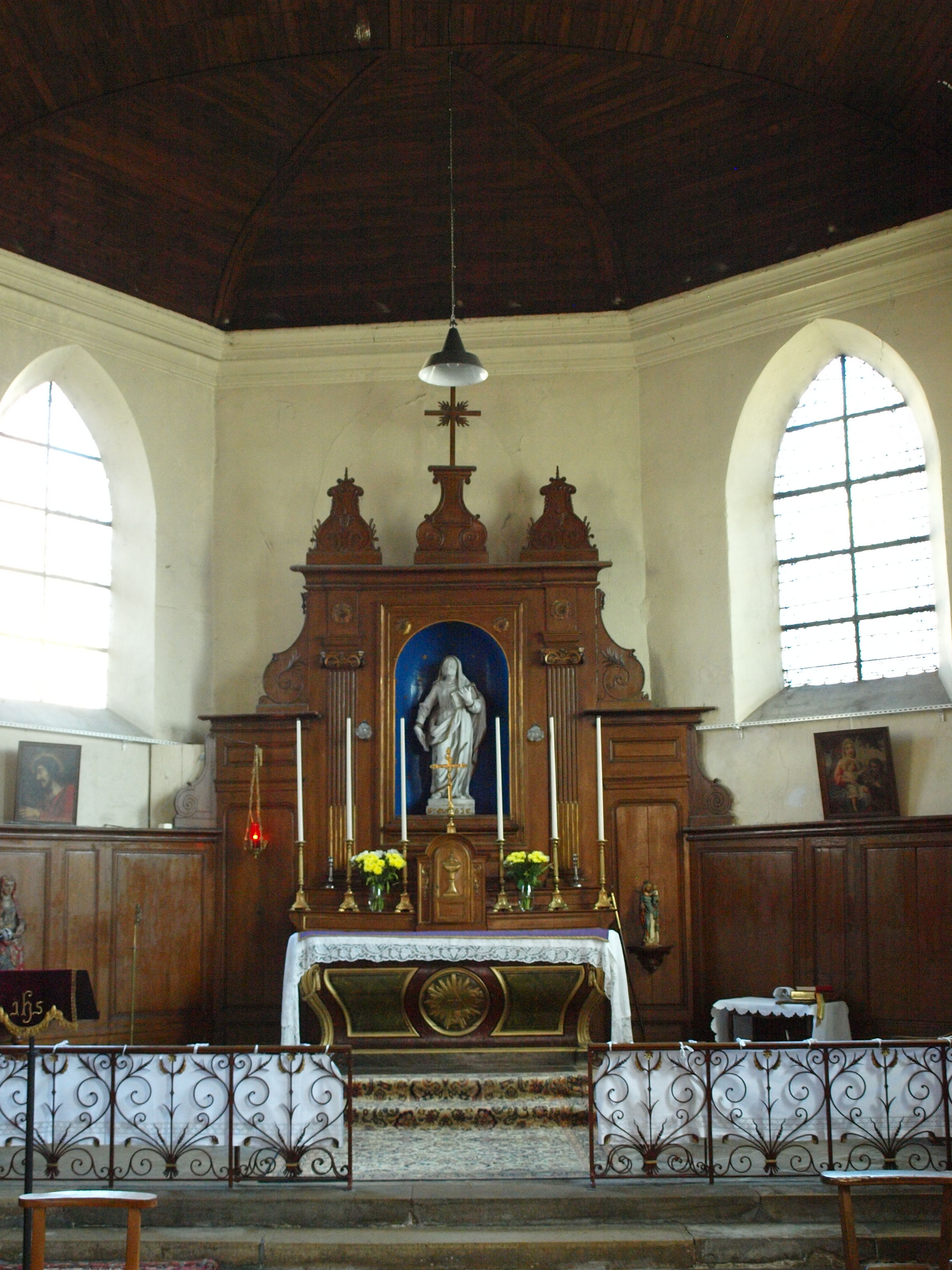
Vue du maître-autel.

Avec le concordat de 1801, la paroisse de Saint-Didier est rétablie et Bureau revient en France. L'église a été transformée en oratoire, qu'il sert. Lors de la campagne de France en 1814 la ville est pillée par les Wurtembergeois ; Bureau commence à remettre en état l'église malmenée. C'est peu après la Révolution que l'un des prêtres participant à la réfection de l'église installe une chapelle consacrée à sainte Mathie. Puis un chapelain place la statue de sainte Mathie sur le maître-autel. Vers le milieu du XIXe siècle, ce sont toutes les églises de la ville qui se réunissent le 7 mai à Saint-Didier pour la fête de sainte Mathie.

## Description
L'église Sainte-Mathie est simple avec une nef-halle. Elle a conservé son mobilier des XVIIIe et XIXe siècles, et est en cours de réhabilitation. 
Elle dépend de la cathédrale de Sens, qui est proche. Une messe y a lieu tous les dimanches à 9h00, célébrée en latin  selon le motu proprio Summorum Pontificum. Elle est également ouverte les vendredis après-midi à 15h00 et parfois le samedi après-midi.
Une plaque sur le mur du chevet rappelle que Jeanne d'Arc y est venue s'y recueillir en 1429.
L'église Sainte-Mathie est inscrite aux monuments historiques par arrêté du 15 février 1966.

## Illustrations

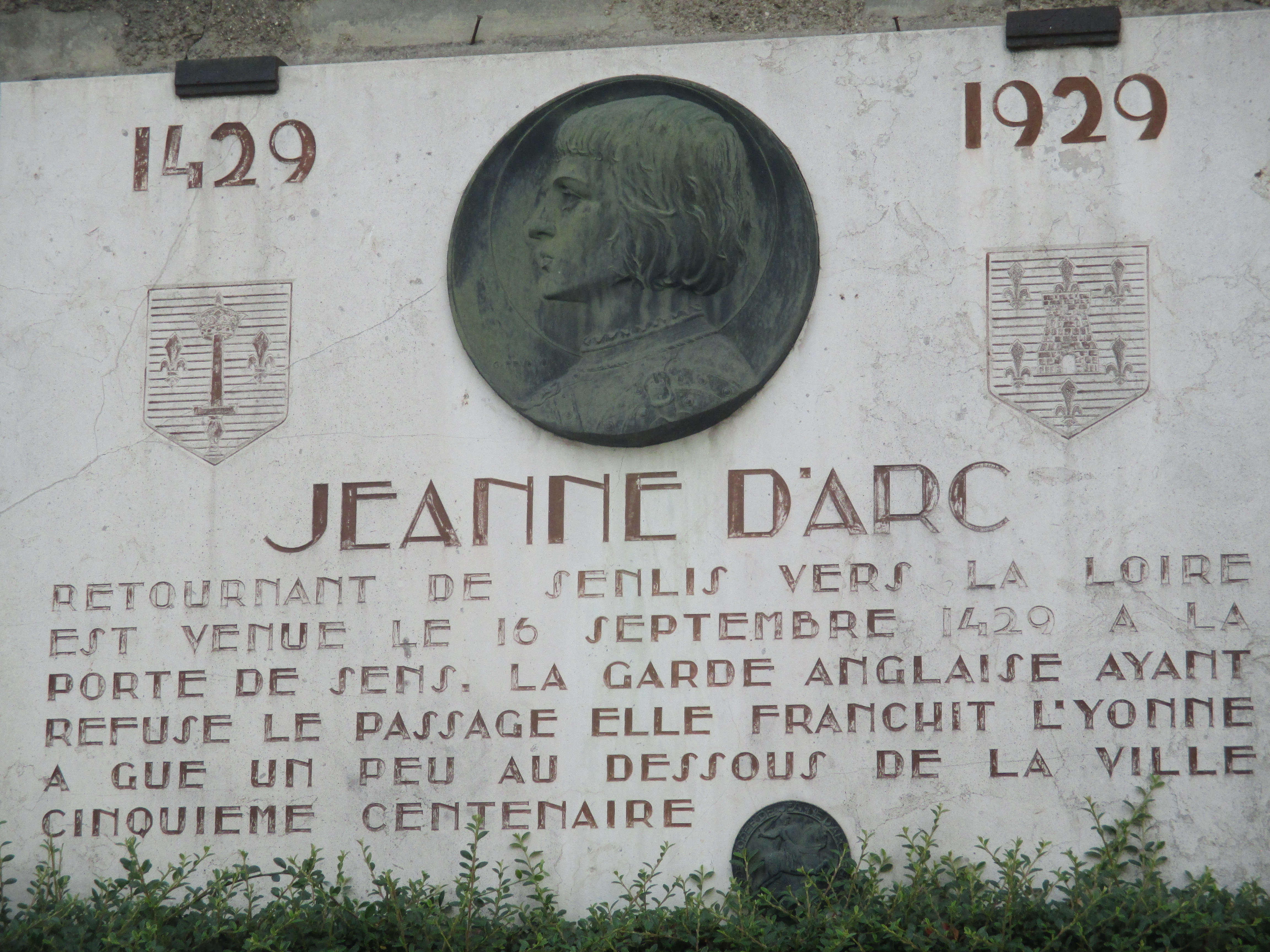
Plaque en l'honneur de Jeanne d'Arc
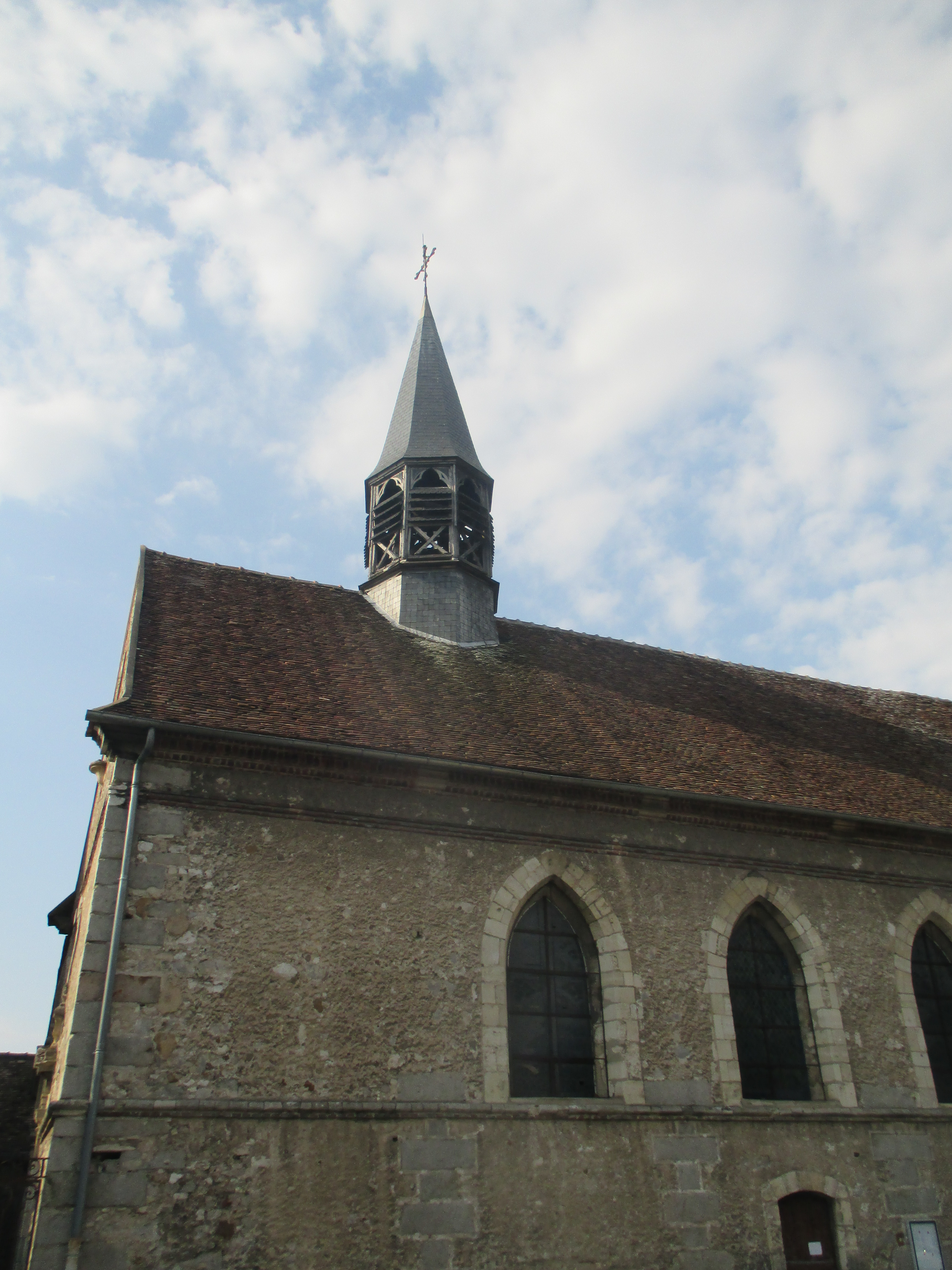
Vue du clocher
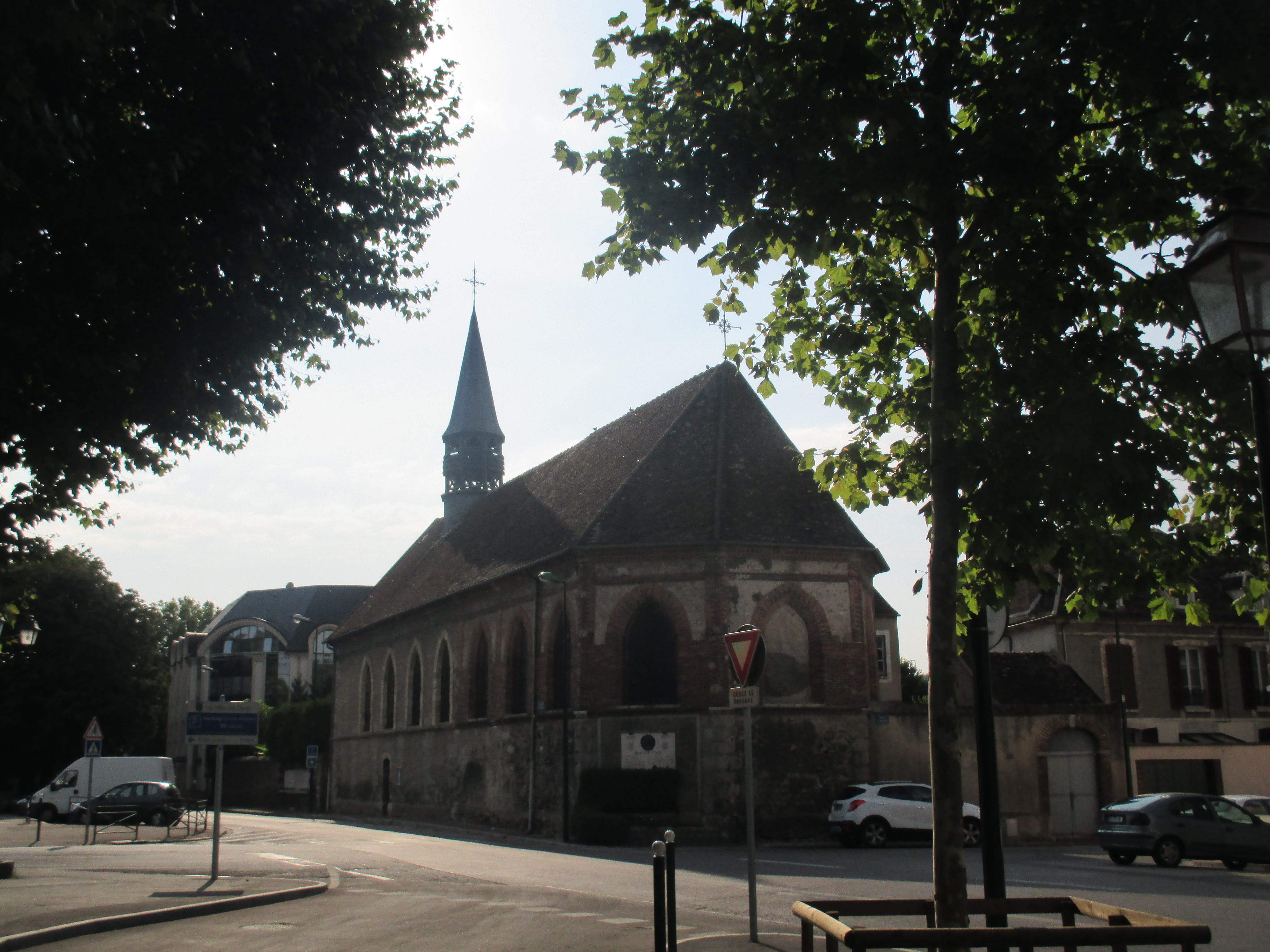
Vue de l'église
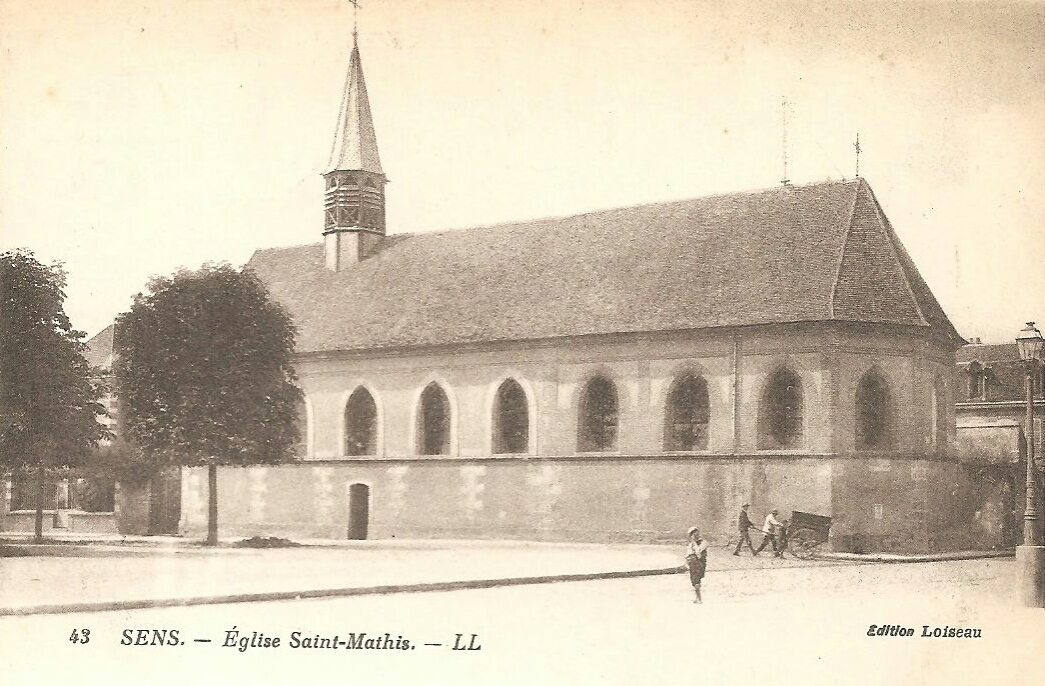
Vue de l'église en 1900